# Nevirapina
La nevirapina —comercializada con el nombre de Viramune® por Boehringer Ingelheim— en un inhibidor de la transcriptasa reversa no análogo de los nucleósidos (INNTR) empleado en el tratamiento de la infección por VIH tipo 1.
Al igual que otros antirretrovirales, la nevirapina selecciona mutaciones en el virus de inmunodeficiencia humana que pueden favorecer el desarrollo de resistencia del virus al medicamento; por esta razón, solo se recomienda emplear la nevirapina en combinación con otros antirretrovirales.
Se encuentra en la Lista de Medicamentos Esenciales de la Organización Mundial de la Salud, una lista con los medicamentos más importantes a tener disponibles en un sistema de salud.

## Historia
La nevirapina fue descubierta por el equipo de Hargrave en los laboratorios de Boehringer Ingelheim Pharmaceuticals, Inc., una de las compañías del consorcio Boehringer Ingelheim. El descubrimiento es amparado por la patente 5,366,972 de los Estados Unidos y sus correspondientes en otros países Este fármaco fue el primero de los INNTR aprobados por la Administración de Drogas y Alimentos de los Estados Unidos (FDA). El visto bueno de esta agencia estadounidense fue concedido el 21 de junio de 1996 para el tratamiento de adultos seropositivos al VIH, y el 11 de septiembre de 1998 para niños. En 1997 fue aprobado su uso en Europa.
Mientras tanto, en Canadá fue rechazado en dos ocasiones (1996 y 1998), debido a su alta toxicidad y a la débil evidencia sobre su efectividad antirretroviral. Finalmente sería aprobada también en Canadá y varios otros países alrededore del mundo. En 2007 la nevirapina fue requisada por Roche, debido a la presencia de altas concentraciones de etilmetanosulfonato (EMS) como resultado del proceso de fabricación.

## Acción antiviral
La nevirapina pertenece a la familia de los inhibidores no nucleósidos de la transcriptasa reversa (INNTR, equivalente a las siglas NNRTI en inglés). Todos los inhibidores de la transcriptasa reversa —nucleósidos y no nucleósidos— actúan sobre la enzima retrotranscriptasa. Esta juega un papel importante en la multiplicación del VIH en las células, en la medida que transforma el ARN del virus en ADN. Las moléculas de nevirapina impiden la acción de la transcriptasa reversa, impidiendo que se fabrique ADN viral a partir de ARN viral y sea posteriormente integrado al ADN de las células sanas, que luego es empleado para producir las proteínas virales.
Al igual que el efavirenz, otro fármaco de la familia de los INNTR, la nevirapina es ineficaz contra el VIH tipo 2, debido a la estructura distinta de la transcriptasa reversa de esta variedad del virus, que le confiere una resistencia inherente a los INNTR.
Si la reproducción del virus no es suficientemente suprimida por la acción de la nevirapina y otro antirretrovirales, las posibilidades de una mutación resistente a este fármaco se incrementan. Las mutaciones más frecuentes que es capaz de desarrollar el virus de inmunodeficiencia humana a la nevirapina son las conocidas como Y181C y K103N, que también son típicas en pacientes que han sido tratados con otros INNTR. Las características similares de todos los INNTR que se han desarrollado causan resistencias cruzadas a menudo, lo que quiere decir que cuando el VIH ha desarrollado resistencia a un medicamento de esta familia, es muy probable que también haya desarrollado resistencia a otros INNTR como la delavirdina y el efavirenz.

## Eficacia clínica
En las terapias antirretrovirales combinadas, la nevirapina ha demostrado ser altamente efectiva cuando se la emplea al inicio del tratamiento de pacientes vírgenes a los antirretrovirales. En estos casos favorece una alta supresión de la carga viral. Algunas pruebas clínicas han demostrado que la potencia antiviral de una medicación basada en la nevirapina es similar a la de los inhibidores de proteasa (IP). o a las que emplean efavirenz. Aunque se han planteado dudas acerca de la nevirapina en aquellos pacientes con una carga viral inicial alta o con el recuento de CD4 bajo, algunos análisis sugieren que la nevirapina puede ser eficaz en estos casos.
La nevirapina es un componente de los regímenes de rescate después de la falla virológica, usualmente en combinación con uno o más inhibidores de proteasa o bien, en combinación con inhibidores de la transcriptasa reversa análogos de los nucleósidos (INTR), especialmente en el caso de personas que no han sido tratadas con otro medicamento que forme parte de la familia de los INNTR, a la que pertenece la nevirapina.

## Efectos adversos
El efecto adverso más común de nevirapina es el desarrollo de erupción leve o moderada (13%). Se han observado reacciones cutáneas graves o potencialmente mortales en el 1,5% de los pacientes, incluyendo el síndrome de Stevens-Johnson, necrólisis epidérmica tóxica e hipersensibilidad.
La nevirapina puede causar toxicidad grave o potencialmente mortal del hígado, por lo general en las primeras seis semanas de tratamiento. En 2000, la Administración de Alimentos y Medicamentos de los Estados Unidos emitió un Black Box Label sobre la nevirapina, advirtiendo que podría causar daño hepático grave, incluyendo falla hepática. El riesgo inaceptablemente alto de síntomas graves de hígado en ciertos grupos de pacientes (mujeres con un recuento de CD4> 250 y los hombres> 400) llevó al Departamento de Salud y Servicios Humanos de los Estados Unidos a recomendar la restricción del uso de nevirapina a los pacientes de menor riesgo, a menos que el beneficio para el paciente supere claramente el riesgo.

## Intetracciones medicamentosas
Hay una disminución significativa de los niveles de nevirapina al tomarla de manera concomitante con el medicamento contra la tuberculosis, la rifampicina, por lo que no deben ser administrados juntos.
La nevirapina es un inductor de las isoenzimas CYP3A4 y CYP2B6 del citocromo P450, por lo que reduce los niveles de varios fármacos coadministrados incluyendo la antirretrovirales efavirenz, indinavir, lopinavir, nelfinavir y saquinavir, así como claritromicina, ketoconazol, medicamentos de anticoncepción hormonal y metadona.